# Arnold-Janssen-Preis
Der Arnold-Janssen-Preis der Stadt Goch wird seit 2004 an Persönlichkeiten oder Initiativen verliehen, die sich besondere Verdienste im Geiste und Sinne des gebürtigen Gochers und Gründers des weltweit tätigen Steyler Missionswerkes, Arnold Janssen, erworben haben. Der Preis wird alle zwei Jahre vergeben und ist mit 15.000 Euro dotiert.

## Preisträger
- 2004: Gemeinschaft Sant’Egidio
- 2006: Hilfswerk Kirche in Not und Antonia Willemsen, langjährige Generalsekretärin
- 2008: Patientenschutzorganisation Deutsche Hospiz Stiftung
- 2010: Kindernothilfe[1]
- 2013: Bundesvereinigung Lebenshilfe
- 2018: Thomas Rusche, Unternehmer und Wirtschaftsethiker[2]